# Kopurererua

Kopurererua est une communauté rurale de la partie supérieure de la vallée du cours d’eau nommé: «Kopurererua Stream» dans le secteur du District de la Baie de l'Abondance Occidentale dans le nord de l’Île du Nord de la Nouvelle-Zélande. 
La partie inférieure de la vallée de la rivière Kopurererua est constitué par la cité de Tauranga.

## Démographie
La zone statistique de Kopurererua avait une population de 1167 habitants lors du recensement de 2018 en Nouvelle-Zélande, en augmentation de 132 personnes   (soit 12.8 %) depuis le recensement de 2013, et une augmentation de 180 personnes (soit 18.2 %) depuis le  recensement de 2006.
Il y a  408  logements. On compte 597 hommes et 570 femmes, donnant ainsi un sexe-ratio de 1,05 homme pour une femme.
L’âge médian est de  47,2 ans (comparé avec les 37,4 ans au niveau  national), avec 207 personnes (soit 17,7 %) âgées de moins de 15 ans, 171 personnes (soit 14,7 %) âgées de 15 à 29 ans, 594 personnes (soit 50,9 %) âgées de 30 à 64 ans, et 192 personnes (soit 16,5 %) âgées de 65 ans ou plus.
L’ethnicité est pour 93,1 % européens/Pākehā, 12,9 % Māoris, 0,8 % personnes du Pacifique, 1,5 % d’origine asiatique et 1,8 % d’une autre ethnie (le total peut faire plus de 100 % dans la mesure où une personne peut s’identifier de multiples ethnies en fonction de sa parenté).
La proportion de personnes nées outre-mer est de 13,6 %, comparée avec les 27,1 %  au niveau national.
Bien que certaines personnes objectent à donner leur religion, 50,4 % n’avaient aucune religion, 39,1 % sont  chrétiens, 0,3 % sont hindouistes , 0,3 % sont bouddhistes et  2,1 % ont une autre religion.
Parmi ceux d’au moins 15 ans d’âge, 159 personnes (soit 16,6 %) ont  un niveau de licence  ou un degré supérieur et 168 personnes (soit 17,5 %) n’ont aucune  qualification formelle. 
Les revenus médian sont de 40 400 $, comparés avec les 31 800 $ au niveau national. 
Le statut d’emploi de ceux d’au moins 15 ans d’âge est pour 486 personnes (soit 50,6 %) employées à plein temps, pour 204 personnes (soit 21,2 %) sont à temps partiel et 21 personnes (soit 2,2 %) sont sans emploi .